# Mała Spąga
Mała Spąga (słow. Priečna vežička, 2318 m n.p.m.) – niewielka turniczka znajdująca się między siodłami Czerwonej Ławki w słowackiej części Tatr Wysokich. Rozdziela ona Czerwoną Ławkę na dwa siodła Wyżnią i Niżnią Czerwoną Ławkę, które to oddzielają ją od sąsiedniego Małego Lodowego Szczytu i Spągi. Turniczka ta nie ma praktycznie żadnego znaczenia turystycznego i taternickiego, nieco na północ od jej wierzchołka, przez siodło Wyżniej Czerwonej Ławki, przebiega żółto znakowany szlak turystyczny.
Pierwsze wejścia na wierzchołek Małej Spągi miały miejsce najprawdopodobniej podczas pierwszych wejść na Czerwoną Ławkę.

## Szlaki turystyczne
– żółty szlak od Schroniska Téryego w Dolinie Małej Zimnej Wody przez Lodową Kotlinkę, Czerwoną Ławkę i górne piętro Doliny Staroleśnej do Schroniska Zbójnickiego. Szlak jest czynny tylko od 1 czerwca do 30 października.
- Czas przejścia ze Schroniska Téryego na przełęcz: 1:30 h
- Czas przejścia z przełęczy do Schroniska Zbójnickiego: 1:45 h

## Bibliografia

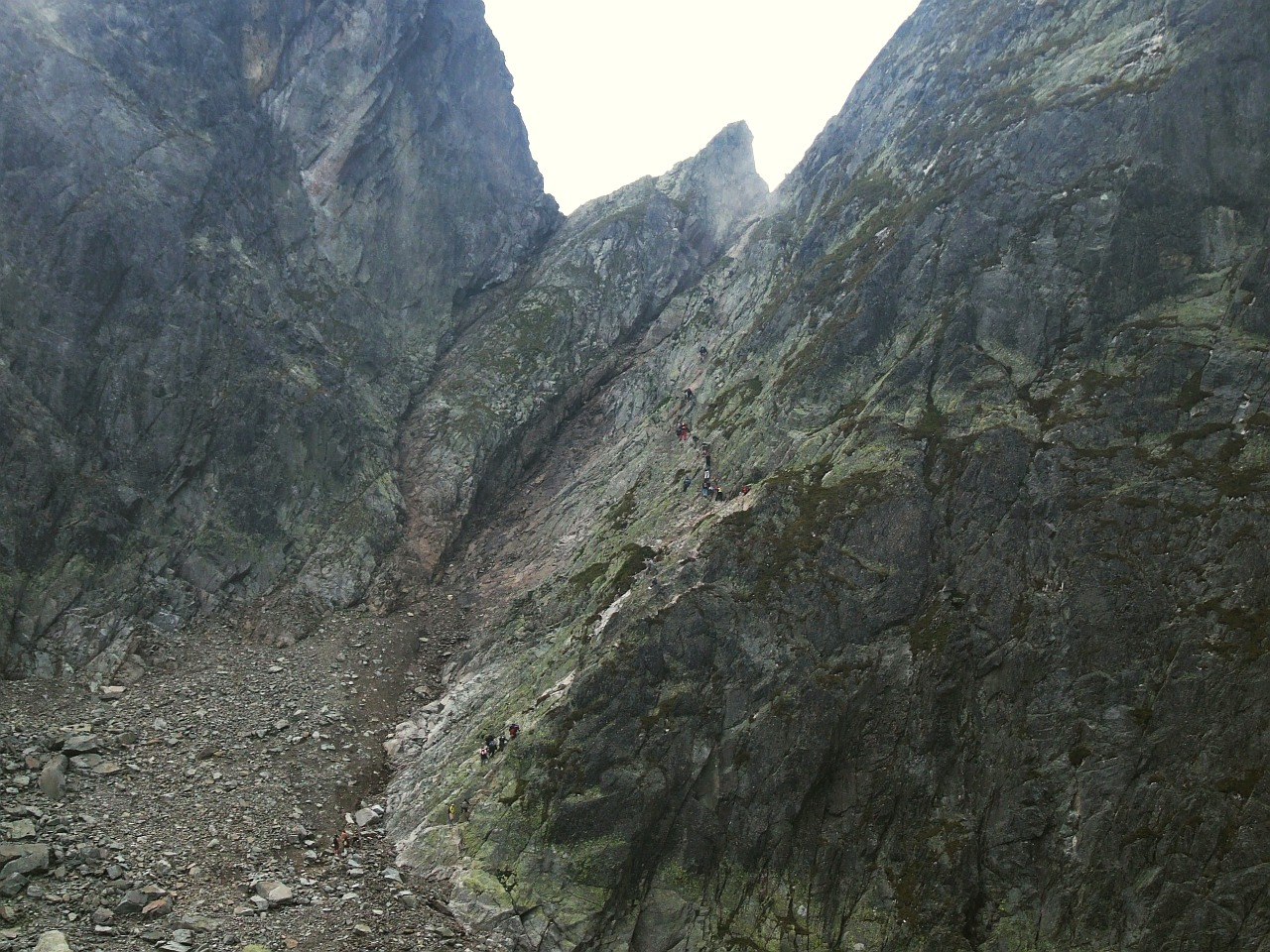
Czerwona Ławka i Mała Spąga